# Konyorcsik János
Konyorcsik János (Pesterzsébet, 1926. április 18. – Pilismarót, 2010. augusztus 26.) Munkácsy Mihály-díjas magyar szobrász, éremművész, pedagógus.

## Életpályája
1950-1956 között a Magyar Képzőművészeti Főiskola hallgatója Mikus Sándor, Beck András és Pátzay Pál tanítványaként.
1956-ban Csehszlovákiában volt tanulmányúton. 1957-1961 között a Pilvax csoport tagja volt. 1957-1986 között a Képző- és Iparművészeti Szakközépiskola tanára, 1964-1986 között vezető tanára volt. 1958-1966 között a Fiatal Képzőművészek Stúdiójának elnöke volt. 1958-ban, 1966-ban valamint 1967-ben tanulmányúton volt a Szovjetunióban. 1960-1961 között Finnországban tartózkodott. 1962-1964 között Olaszországba ment tanulmányútra. 1965-ben Lengyelországban volt tanulmányúton.
2010. augusztus 26-án hunyt el Pilismaróton.

## Egyéni kiállításai
- 1972 Kulturális Kapcsolatok Intézete
- 1973 Hódmezővásárhely, Csepel
- 1979 Óbuda, Vác
- 1980 Kölesd
- 1981, 1990 Pilismarót
- 1985 Budapest

## Művei

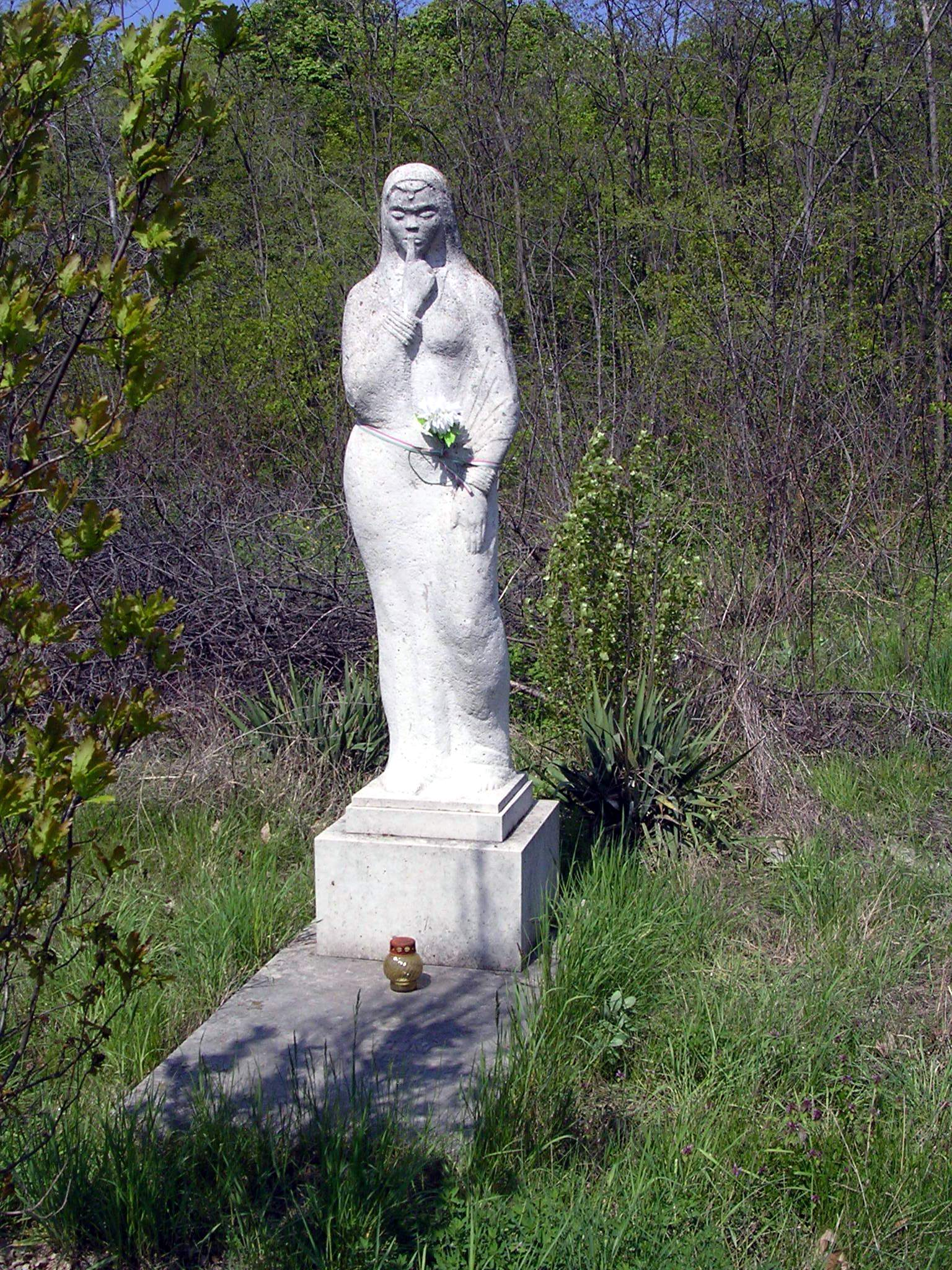
Hopp Ferenc sírja a Fiumei úti sírkertben (38-1-118), 2007

- Szántó Kovács János (Hódmezővásárhely, 1956)
- Tessedik Sámuel-portré (Martonvásár, 1957)
- Fuvolázó fiú (Royal Szálló, 1961)
- Pihenő fiatalok (Budapest, 1962)
- Frédéric Chopin-portré (Budapest, 1963)
- Ódry Árpád (Ódry Színpad, 1964)
- Hopp Ferenc síremléke (Budapest, 1965)
- Napozók (Budapest, 1967)
- Térdeplő (Hajdúszoboszló, 1968)
- Babij Jar I.-VI. (1969-1971)
- Madách emlékére I.-II. (1970)
- A Mennyei Jeruzsálem (1970)
- Bőség kosara (Szeghalom, 1970)
- Szt. Pál apostol (1971)
- József Attila-portré (Sopron, 1972)
- Gárdonyi Géza-portré (Devecser, 1973)
- Bányászemlékmű (Ajka, 1975)
- Hajdú katona (Hajdúböszörmény, 1976)
- Vegyész (Budapest, 1977)
- Toldy Ferenc Gimnázium 125 éves emlékérem (Budapest, 1979)
- Anya gyermekkel (Mátészalka, 1981)
- Perczel Mór (Cegléd, 1985)
- Szabó Pál-mellszobor (Vésztő, 1986)
- Figurális díszkút (Hőgyész, 1987)
- Márai Sándor (Pozsony, 2004)

## Filmjei
- Kulcskérdés (1966)
- Nincs idő (1972)
- Hószakadás (1974)
- A másik ember (1988)